# نقطه اوج (نظامی)
نقطه اوج (Kulminationspunkt) در استراتژی نظامی نقطه‌ای است که در آن یک نیروی نظامی دیگر قادر به انجام عملیات نظامی نیست.
در حمله، نقطه اوج زمانی را نشان می‌دهد که نیروی مهاجم به دلیل مشکلات تدارکات، نیروی حریف یا نیاز به استراحت، دیگر نمی‌تواند به پیشروی خود ادامه دهد. وظیفه مهاجم تکمیل اهداف خود قبل از رسیدن به نقطه اوج است. از سوی دیگر، وظیفه مدافع این است که نیروی مهاجم را قبل از تکمیل اهدافش به نقطه اوج برساند.
مفهوم نقطه اوج در مفاهیم نظامی، نخستین بار توسط کارل فون کلاوزویتس، ژنرال و نظریه‌پرداز نظامی پروسی، در کتاب خود با عنوان «دربارهٔ جنگ» که در سال ۱۸۳۲ منتشر شد (کتاب ۷، فصل ۵) تدوین گردید.